# Serone
Serone, seltener auch Surone oder Curone, war eine Masseneinheit in Mittel- und Südamerika. Die Verpackung mit Rinderhäuten von trockenen Waren, wie Tabak, zum Ballen oder Paket führte zum Gewichtsmaß. Aber auch per Serone, hier dann Stückmaß, wurde gehandelt. In Europa wurde die Verpackung gegerbt oder teils in den Leimsiedereien weiter be- bzw. verarbeitet
. 
- Santo Domingo 1 Surone = 100 Libra = 46 Kilogramm
- Mittelamerika 1 Surone = 150 Libra = 69 Kilogramm (nach [2]= 69,014 Kilogramm)